# Stephen Thompson
Stephen Randall Thompson (ur. 11 lutego 1983 w Simpsonville) – amerykański kick-bokser, praktyk kenpō oraz zawodnik mieszanych sztuk walki (MMA). Mistrz świata WAKO w kick-boxingu, pretendent do pasa mistrzowskiego UFC w wadze półśredniej. 

## Kariera w kick-boxingu
Podczas swojej amatorskiej kariery kickbokserskiej w latach 2000-2004 wygrywał wiele znaczących zawodów oraz mistrzostw takich federacji jak IKF, ISKA czy PKC. W 2005 wygrał mistrzostwo świata WAKO w wadze junior ciężkiej. W formule amatorskiej uzyskał bilans 37 zwycięstw bez porażki, jako zawodowiec 20 zwycięstw, również bez porażki.

## Kariera MMA
W 2010 przeszedł do mieszanych sztuk walki (MMA). Będąc niepokonanym od debiutu w pięciu pojedynkach, w lutym 2012 zadebiutował w Ultimate Fighting Championship, nokautując Dana Stittgena, kopnięciem w głowę, za które otrzymał bonus finansowy w ramach nokautu wieczoru. 21 kwietnia 2012 przegrał swoją pierwszą zawodową walkę w MMA, ulegając na punkty Mattowi Brownowi. Od porażki z Brownem, zanotował serię siedmiu zwycięstw z rzędu m.in. nad Patrickiem Côté, Johnym Hendricksem czy Rorym MacDonaldem, po której otrzymał szansę walki o mistrzostwo UFC wagi półśredniej. 12 listopada 2016 na UFC 205, zmierzył się z mistrzem Tyronem Woodleyem. Ostatecznie wynik walki okazał się remisowy (47-47, 47-47, 48-47) i pas został w rękach Woodleya.
4 listopada 2017 pokonał jednogłośnie na punkty Jorge Masvidala.

## Osiągnięcia[7]

### Kick-boxing
- 1999: amatorski mistrz ISKA stanu Georgia w wadze średniej
- 2000: mistrz Wschodniego Wybrzeża IKF w wadze średniej
- 2000: mistrz USA IKF w wadze średniej
- 2000: amatorski mistrz ISKA Południowo-zachodnich stanów w wadze średniej
- 2000: amatorski mistrz USA federacji PKC w wadze lekkośredniej
- 2000: amatorski mistrz Ameryki Północnej USAKBF w wadze średniej
- 2001: zwycięzca turnieju IKF wagi półciężkiej
- 2001: amatorski mistrz USA federacji PKC w wadze półciężkiej
- 2001: amatorski mistrz świata USAKBF w wadze półciężkiej
- 2001: amatorski mistrz świata WPKA w wadze półciężkiej
- 2002: zwycięzca turnieju IKF wagi półciężkiej
- 2002: zwycięzca turnieju IKF Ameryki Północnej w wadze lekkopółciężkiej
- 2003: mistrz świata IKF w wadze lekkopółciężkiej
- 2003: zwycięzca drużynowego pucharu USA w wadze półciężkiej
- 2003: mistrz Ameryki Północnej KICK w wadze junior ciężkiej
- 2003: mistrz świata IAKSA
- 2005: zwycięzca mistrzostw świata WAKO w wadze junior ciężkiej (-86 kg)[8]